# Hieracium cacrayense
Hieracium cacrayense es una especie de planta con flor del género Hieracium, de la familia Asteraceae, orden Asterales.

## Distribución
Hieracium cacrayense se distribuye por Perú.

## Taxonomía
Fue descrita científicamente por Zahn. Fue publicada en H.G.A.Engler (ed.), Pflanzenr., IV, 280: 1141 (1922).